# Galina Karelova
Galina Karelova (Nijnaya Salda, 29 juin 1950) est une femme politique russe.
Elle a le grade civil de conseiller d'État effectif de la fédération de Russie de 1re classe.